# Mycalesis parva
Mycalesis parva är en fjärilsart som beskrevs av John Henry Leech 1892-1894. Mycalesis parva ingår i släktet Mycalesis och familjen praktfjärilar. Inga underarter finns listade i Catalogue of Life.